# Не (фамилия)

Иероглиф клана Не

Не (пиньинь Nie, сяоэрцзин ) — китайская клановая фамилия . (вьет. Ньеп — Nhiếp)

## Известные Не
- Не Ганьну (1903—1986) — китайский поэт.
- Не Даочжэнь — составитель одного из первых каталогов китайской буддийской литературы «Чжун цзин мулу» (начало IV века).
- Не Жунчжэнь (кит. 聂荣臻, 1899—1992) — китайский военный деятель, маршал НОАК.
- Не Хайшэн (кит. 聶海勝, род. 1964) — китайский космонавт, член экипажа корабля «Шэньчжоу-6».
- Не Шичэн
- Не Эр (. 聂耳, имя при рождении — Не Шоусинь . 聂守信, 1912, Куньмин, провинция Юньнань — 1935) — китайский композитор, автор музыки гимна Китайской Народной Республики.